# Cổng trời Đam Rông
Cổng trời Đam Rông hay Cổng trời Lạc Dương là đèo trên đường tỉnh 722 ở vùng giáp ranh xã Đạ Tông huyện Đam Rông và xã Lát huyện Lạc Dương tỉnh Lâm Đồng, Việt Nam.
Đèo ở cách thành phố Đà Lạt 11°56′25″B 108°26′13″Đ / 11,940381°B 108,436866°Đ cỡ 22 km về hướng bắc. Đèo hiện trong vùng đất Vườn Quốc gia Bidoup - Núi Bà .
Tên đèo gắn với tên thôn Cổng Trời của xã Lát, ở cách đỉnh đèo cỡ 3 km về phía nam .